# Jan Mostaert
Jan Mostaert (* um 1475 in Haarlem; † 1555 ebenda) war ein holländischer Maler.

## Leben

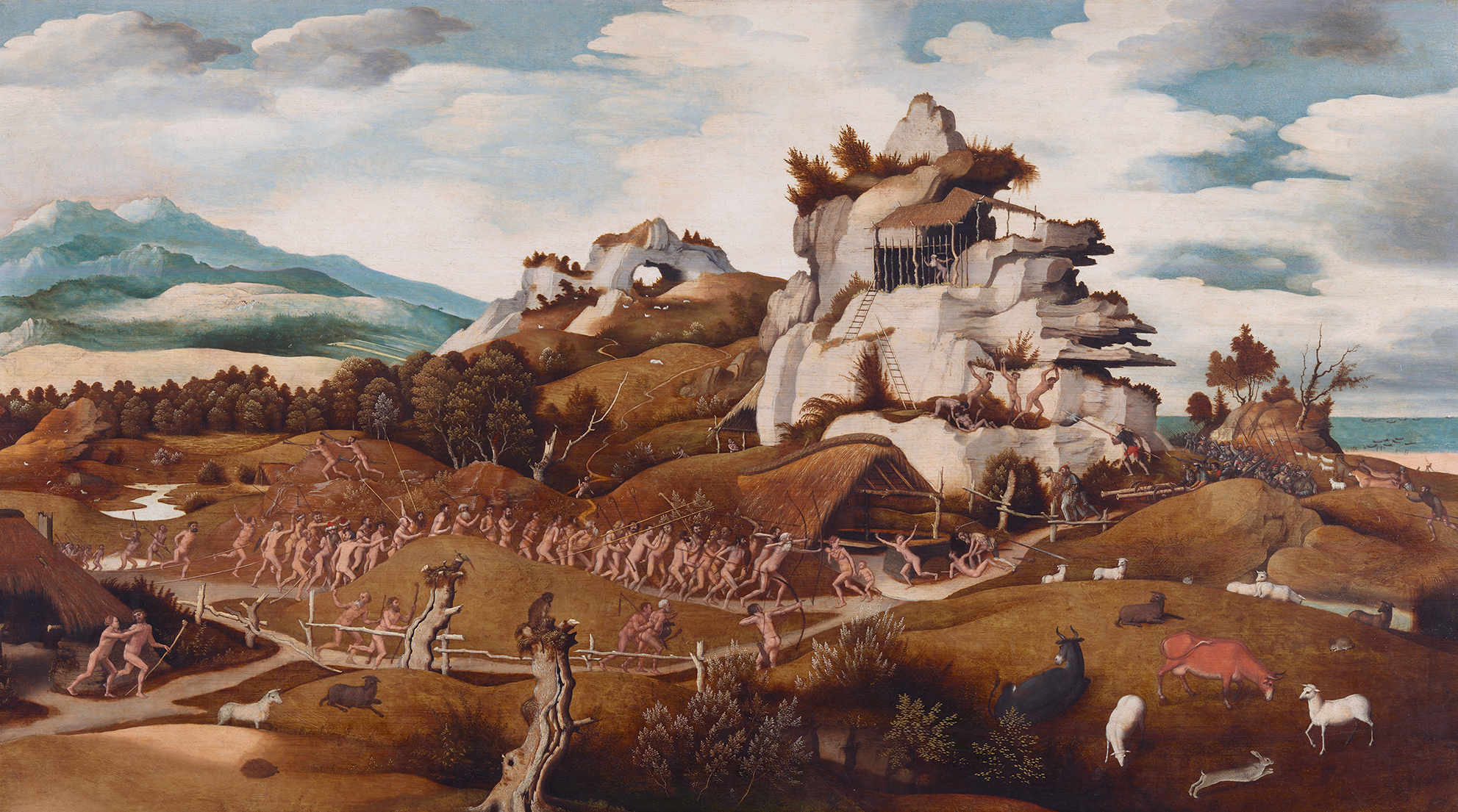
Episode während der Eroberung Amerikas, etwa 1535

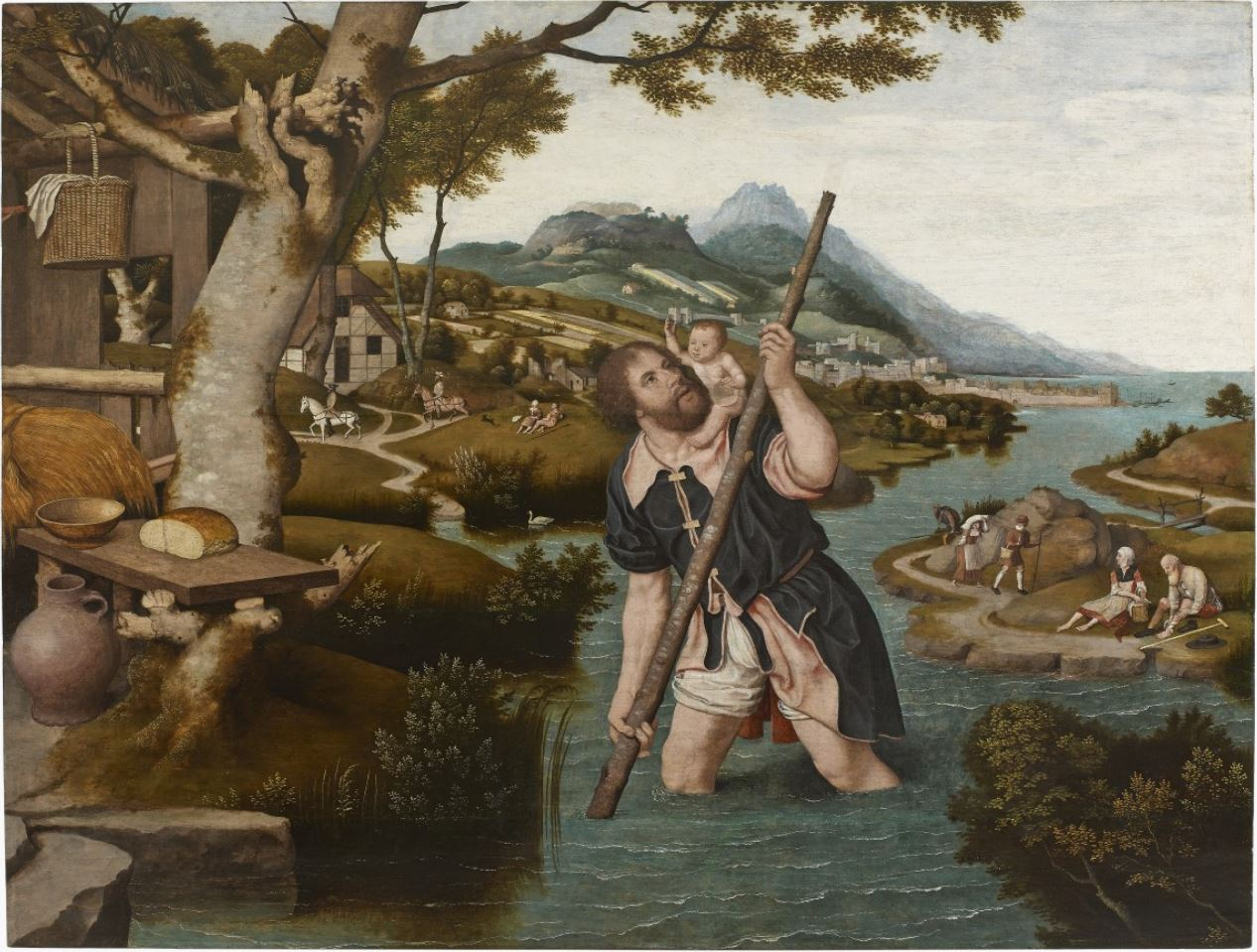
Mostaerts Bild Heiliger Christophorus Mart. wurde 1906 für 2.700 Mark (entspricht heute etwa EUR) versteigert

Mostaert stammte aus einer bekannten Malerfamilie und erlernte das Handwerk in seiner Heimatstadt Haarlem bei Jacob von Haarlem und ließ sich von Gerard David beeinflussen. 1504 bis 1522 wurde er Hofmaler bei Margarete von Österreich, der Regentin der Niederlande. Er begleitete seine Gönnerin auf ihren Reisen, besuchte Italien und eignete sich einige italienische Motive an. Im Wesentlichen behielt er jedoch den älteren Stil der Niederlande bei, wie sein bekanntestes Werk, das Triptychon „Kreuzabnahme“ in Brüssel, zeigt. Er malte viele Porträts und Phantasieszenen aus der Neuen Welt. Er starb in Haarlem, wo viele seiner Werke nach seinem Tod 1571 oder 1576 durch ein Feuer zerstört wurden.

Von Jan Mostaert geschaffene Porträts
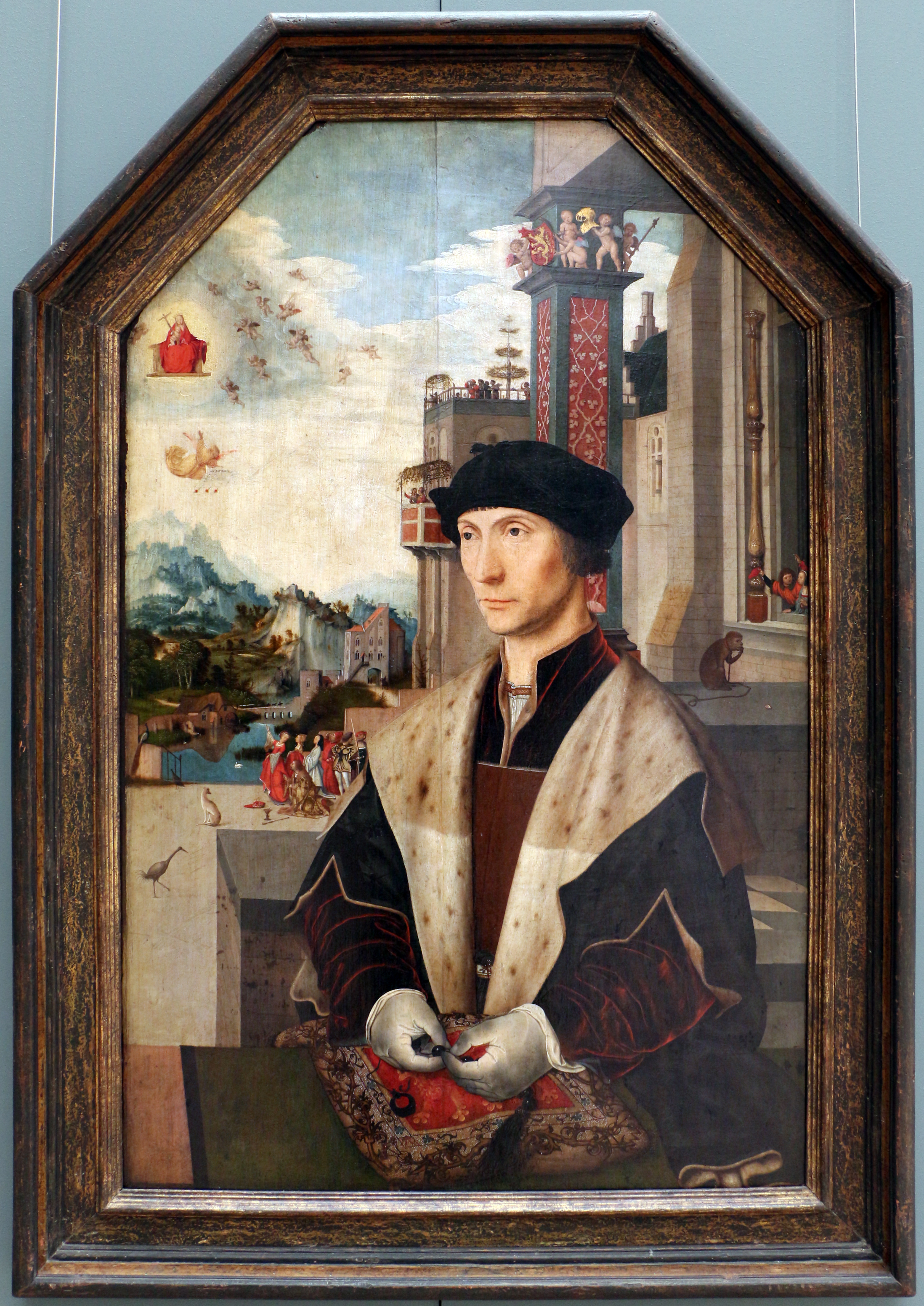
Porträt von Abel van Coulster, zwischen 1500 und 1525
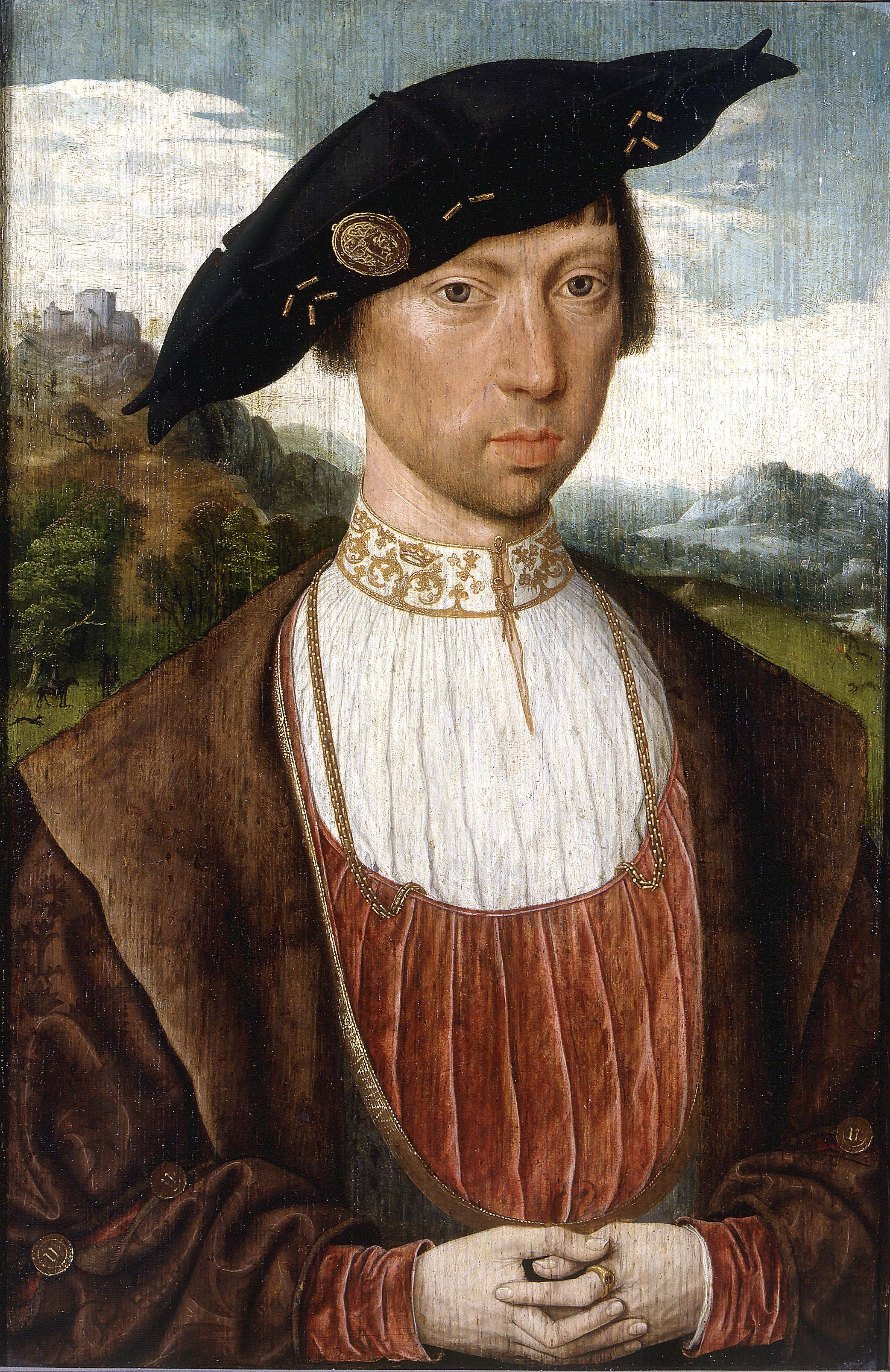
Porträt von Joost van Bronckhorst, etwa 1520
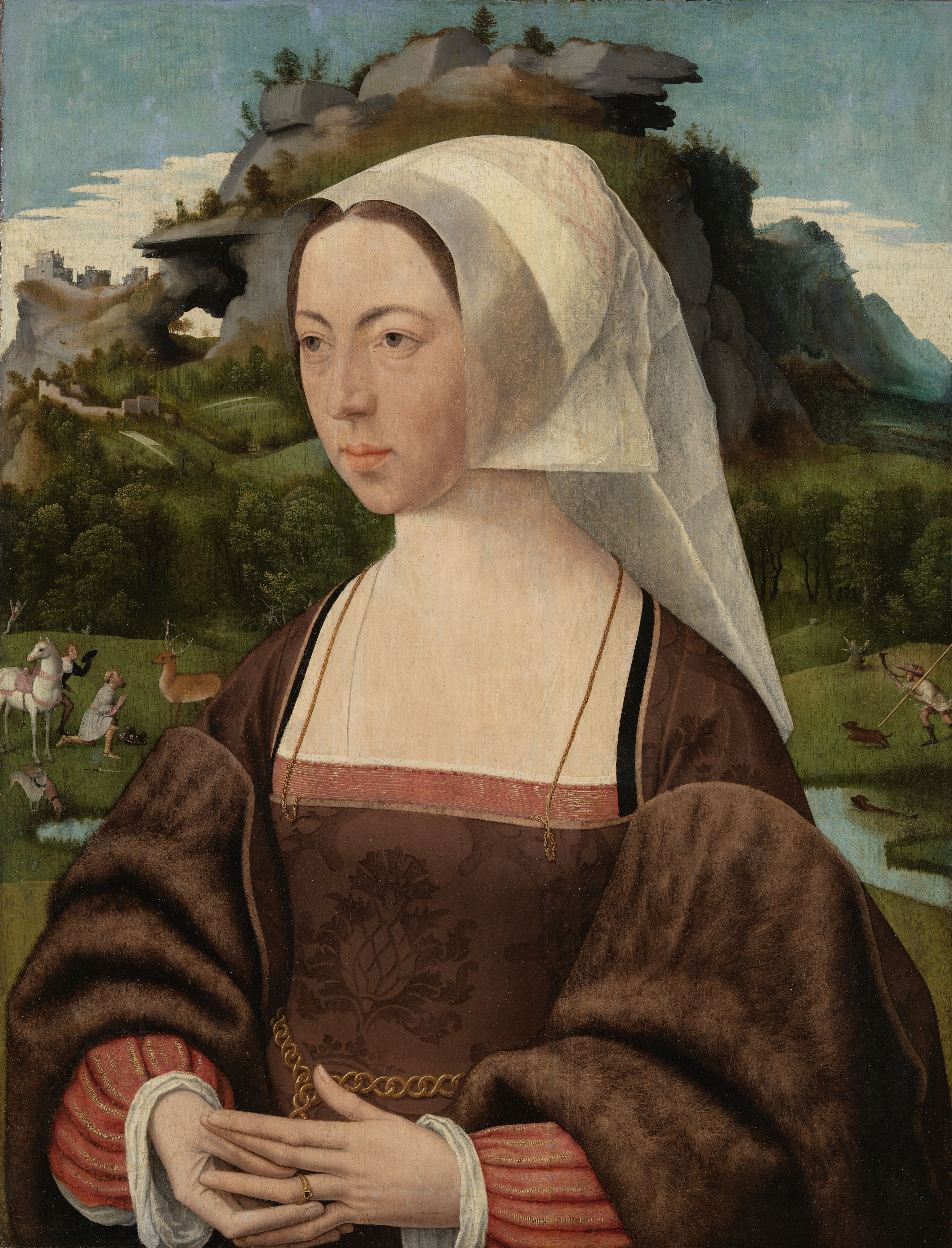
Porträt einer unbekannten Frau, etwa 1525
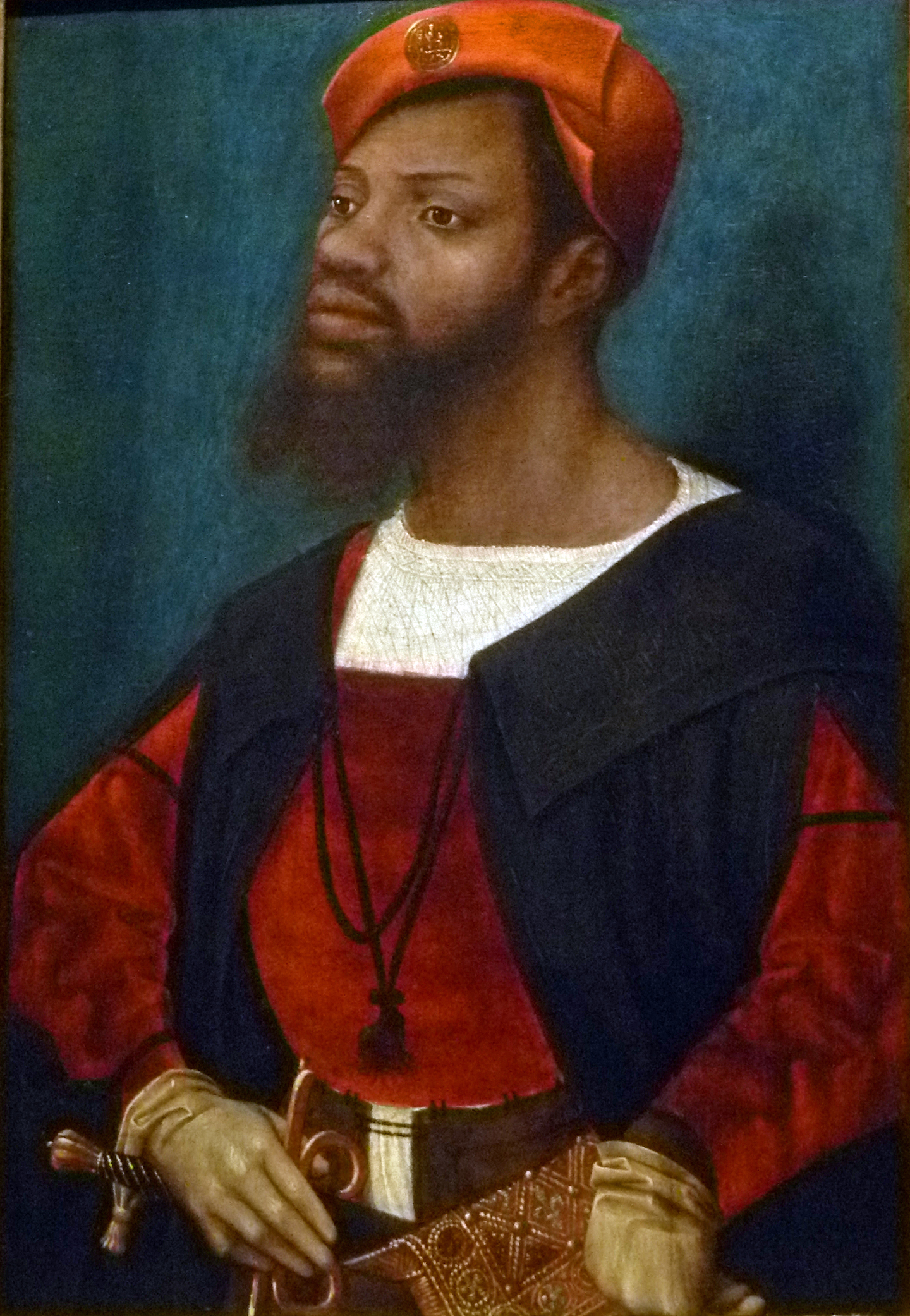
Porträt eines afrikanischen Mannes, etwa 1525–1530

## Weitere Werke (Auswahl)
- Christus als Schmerzensmann, nach 1499/1505 (Öl auf Eiche, 44,3 × 33,4 cm; Hamburg, Kunsthalle, Inv. Nr. HK-761)[4]
- Beweinungstriptychon, um 1515/20 (Öl auf Holz, 73,5 × 116,4 cm; Rijksmuseum Amsterdam)
- Diptychon, um 1515/20 (Öl auf Holz)
  - Erscheinung Christi (26 × 18 cm; Enschede, Rijksmuseum Twenthe)
  - Rechtschaffende Seelen und Maria von Burgund (24 × 16 cm, Madrid, Museo Nacional Thyssen-Bornemisza)